# Ibn Battuta Shopping Mall

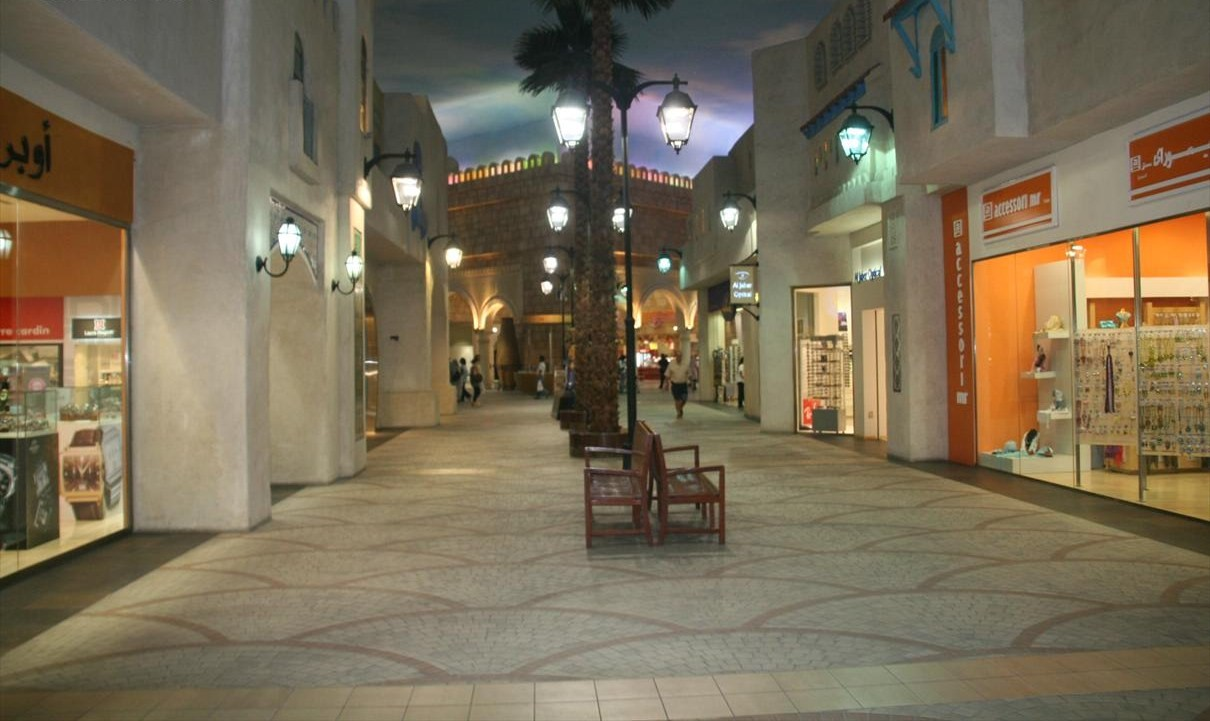
Ibn Battuta Shopping Mall, Juni 2007

Die Ibn Battuta Shopping Mall ist ein großes Einkaufszentrum an der Sheikh Zayed Road im Südwesten Dubais in den Vereinigten Arabischen Emiraten.
Das zwischen Dubai Marina und dem Hafen Jebel Ali liegende Center mit einer Verkaufsfläche von 250.000 Quadratmetern wurde im Jahr 2005 eröffnet.
Architektonisch manifestiert hat man es in sechs nachgebildete „Themenwelten“ eingeteilt: China, Indien, Persien, Ägypten, Tunesien und Andalusien.
Fast alle ausländischen und bedeutenden Modelabels sind mit großen Filialen in der Mall vertreten. Das Einkaufszentrum wurde nach Ibn Battuta benannt, einem berberischen Entdecker des 14. Jahrhunderts, auch „Marco Polo Arabiens“ genannt. In der Ibn Battuta Mall wurde außerdem das erste IMAX-Kino der Vereinigten Arabischen Emirate eröffnet.